# Бужковичі
Бужко́вичі — село в Україні, у Павлівській сільській громаді Володимирського району Волинської області. Населення становить 231 осіб.

## Історія
У 1906 році село Хорівської волості Володимир-Волинського повіту Волинської губернії. Відстань від повітового міста 20 верст, від волості 18. Дворів 78, мешканців 515.
12 червня 2020 року, відповідно до розпорядження Кабінету Міністрів України № 708-р «Про визначення адміністративних центрів та затвердження територій територіальних громад Волинської області», увійшло до складу Павлівської сільської територіальної громади.
19 липня 2020 року, в результаті адміністративно-територіальної реформи та ліквідації  Іваничівського району, село увійшло до новоутвореного Володимир-Волинського району (від 18 липня 2022 Володимирського).

## Населення
Згідно з переписом УРСР 1989 року чисельність наявного населення села становила 276 осіб, з яких 130 чоловіків та 146 жінок.
За переписом населення України 2001 року в селі мешкало 230 осіб.

### Мова
Розподіл населення за рідною мовою за даними перепису 2001 року:
| Мова       | Відсоток |
| ---------- | -------- |
| українська | 99,57 %  |
| білоруська | 0,43 %   |